# SquashFS
SquashFS (.sfs) – skompresowany system plików tylko do odczytu, przeznaczony dla systemu operacyjnego Linux i wydany na wolnej licencji. SquashFS kompresuje pliki, i-węzły oraz katalogi. W celu poprawy stopnia kompresji, rozmiar jednostki alokacji został ograniczony do maksymalnie 1024 kB.
SquashFS projektowany był z myślą o ogólnym użytku tylko do odczytu, archiwizacji (np. wszędzie tam, gdzie można użyć programu tar), ograniczonych urządzeniach blokowych (np. systemy wbudowane), w których wymagany jest mały narzut związany z zarządzaniem plikami. SquashFS używa do kompresji programu gzip lub opcjonalnie algorytmu LZMA.

## Zastosowanie
SquashFS używany jest przez różne dystrybucje Live CD (np. Knoppix) oraz w systemach wbudowanych (np. OpenWrt). SquashFS często występuje razem z UnionFs i aufs. Takie połączenie dostarcza środowiska zdolnego zarówno do odczytu jak i zapisu, daje to możliwość stworzenia Live CD, które uruchomione, da się modyfikować (np. można instalować dodatkowe pakiety oprogramowania).
Takiej kombinacji używają np. Slax, Backtrack LiveCD, Debian Live, cdlinux.pl.
Mimo wszystkich swoich zalet, system plików Squashfs nie jest jeszcze ustabilizowany i jego przyszłe wydania mogą nie być kompatybilne wstecz. Nie nadaje się więc do długoterminowej archiwizacji (tak jak tar).